# Onze (Músicas Inéditas de Adoniran Barbosa)
Onze (Músicas Inéditas de Adoniran Barbosa) é um álbum de estúdio lançado digitalmente em 6 de agosto de 2020, data do 110.º aniversário do sambista paulista Adoniran Barbosa (1910-1982). Faz parte do projeto Onze, patrocinado pela cervejaria catarinense Eisenbahn, e é composto por 11 canções inéditas do compositor, interpretadas por vários artistas.
Em 2021, foi indicado ao Grammy Latino de Melhor Álbum de Samba/Pagode.

## Antecedentes e gravação
Em 2015, o produtor Lucas Mayer preparava a trilha sonora do curta-metragem Dá Licença de Contar, baseado nas letras do sambista paulista Adoniran Barbosa, quando descobriu sobre a existência de material inédito do compositor. As canções, treze no total, foram compostas entre 1961 e 1980 e estavam armazenadas em partituras e manuscritos, no arquivo da extinta editora paulistana Corisco. Porém, o projeto acabou ficando engavetado até 2020, durante o início da pandemia de COVID-19, época em que Mayer, em parceria com o selo fonográfico Coala.Lab, conseguiu o patrocínio da cervejaria catarinense Eisenbahn.
Durante alguns meses, o produtor teve de analisar as partituras e decifrar a sincronia entre as palavras e as notas. Das treze partituras, duas estavam ilegíveis e tiveram que ser descartadas. Após o término da análise, um grupo de pessoas encarregou-se de escalar um time de músicos para gravar remotamente as onze canções que restaram. Em 14 de junho iniciaram-se as sessões de gravação do álbum. Mayer dirigiu as gravações à distância, convidando instrumentistas para criarem as bases. Alguns artistas precisaram gravar dentro de cômodos ou móveis, como armários, para encontrar a melhor fidelidade de áudio dentro de suas casas.

## Lançamento e divulgação
As faixas foram lançadas digitalmente pela plataforma de streaming Spotify em 6 de agosto de 2020, data do provável 110º aniversário de Adoniran Barbosa. Em paralelo, foram também lançadas faixas comentadas sobre o processo de criação do álbum. Em 31 de agosto, foi lançado o clipe de uma das canções do álbum: "Bebemorando", interpretada pela banda Francisco, el Hombre. O vídeo foi dirigido por Fred Ouro Preto.

## Lista de faixas
Fontes:
1. Bares da Vida, com Zeca Baleiro (Adoniran Barbosa e Maestro Portinho, 1979)
2. Careca Velha, com Di Melo (A. Barbosa e Oswaldo Guilherme, 1961)
3. Como Era Bom, com Illy (A. Barbosa e Sulino, 1972)
4. Bolso de Fora, com Rubel (A. Barbosa e Francisco Nepomuceno, 1978)
5. A Partida, com ÀVUÀ (A. Barbosa e Alcyr Pires Vermelho, 1965)
6. Debaixo da Ponte, com Barro (A. Barbosa e Sidney Morais, 1965)
7. Vaso Quebrado, com Elza Soares (A. Barbosa e O. Guilherme, 1965)
8. Feira Livre, com Amanda Pacífico (A. Barbosa e Walter Santos, 1980)
9. Bebemorando, com Francisco, el Hombre (A. Barbosa e Wilma Camargo, 1965)
10. Dias de Festa, com Luê (A. Barbosa e Anitta Salles, 1968)
11. A Escola, com Zé Ibarra (A. Barbosa e Zé Toledo, 1977)